# Katalog Sharplessa

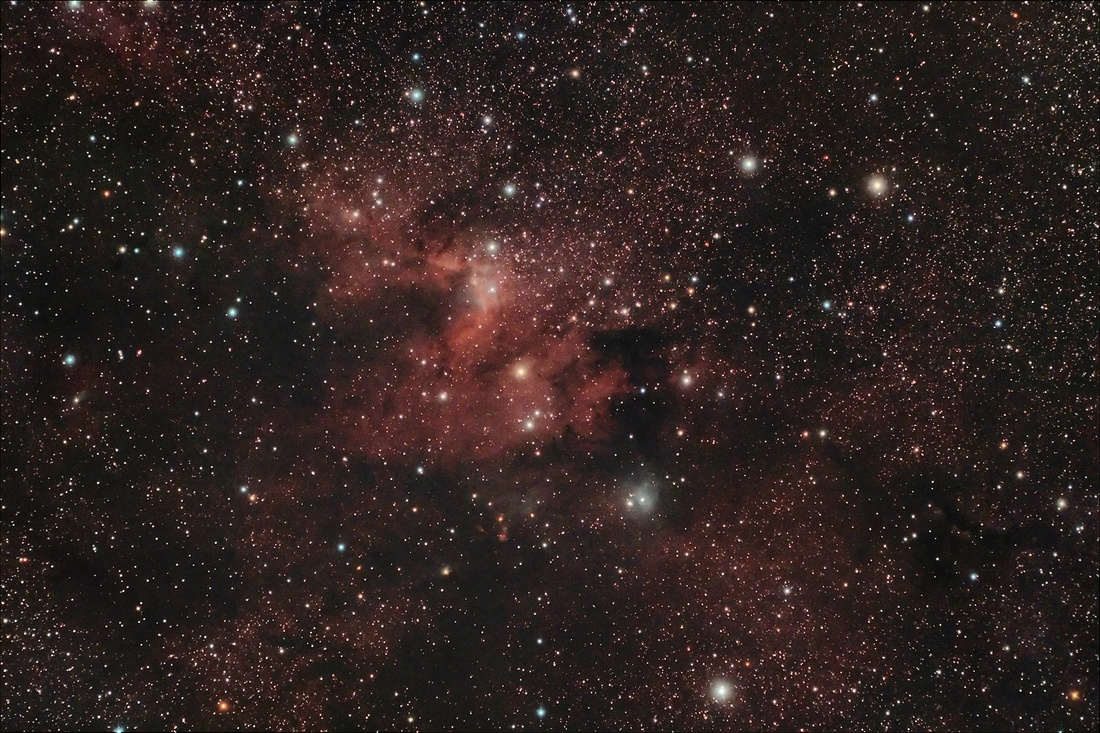
Sharpless 155, mgławica w konstelacji Cefeusza

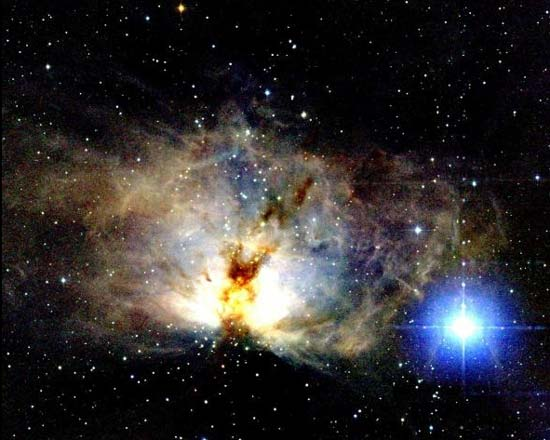
Sharpless 277, mgławica Płomień

Katalog Sharplessa – katalog astronomiczny obszarów H II (również mgławic emisyjnych) zestawiony przez amerykańskiego astronoma Stewarta Sharplessa. W katalogu znalazły się obszary H II Drogi Mlecznej zebrane przy użyciu obrazów z Palomar Sky Survey znajdujące się na północ od deklinacji -27°, jak również niewielka liczba obiektów znajdujących się na południe od tej deklinacji.
Pierwsze wydanie Katalogu Sharplessa z 1953 roku zawiera 142 obiekty astronomiczne. Wydanie drugie rozszerzone zostało opublikowane w 1959 roku i zawiera 313 obiektów mgławicowych. Obiekty z wydania drugiego często są oznaczane jako Sh2.

## Wybrane obiekty drugiego wydania katalogu Sharplessa
- Sharpless 2-3
- Sharpless 2-6
- Sharpless 2-8 – Mgławica Kocia Łapa
- Sharpless 2-11 – Mgławica Wojna i Pokój
- Sharpless 2-25 – Mgławica Laguna
- Sharpless 2-29 – Mgławica Chiński smok
- Sharpless 2-30 – Mgławica Trójlistna Koniczyna
- Sharpless 2-45 – Mgławica Omega
- Sharpless 2-49 – Mgławica Orzeł
- Sharpless 2-54
- Sharpless 2-101 – Mgławica Tulipan
- Sharpless 2-103 – wschodnia część Pętli Łabędzia
- Sharpless 2-105 – Mgławica Półksiężyc
- Sharpless 2-106
- Sharpless 2-117 – mgławice Ameryka Północna oraz Pelikan
- Sharpless 2-125 – Mgławica Kokon
- Sharpless 2-129 – Mgławica Ogromna Kałamarnica (Mgławica Latający Nietoperz)
- Sharpless 2-136
- Sharpless 2-140
- Sharpless 2-142
- Sharpless 2-155 – Mgławica Grota
- Sharpless 2-171
- Sharpless 2-184 – Mgławica Pacman
- Sharpless 2-185 – IC 59 oraz IC 63
- Sharpless 2-190 – Mgławica Serce
- Sharpless 2-191 – galaktyka eliptyczna Maffei I
- Sharpless 2-197 – galaktyka spiralna z poprzeczką Maffei II
- Sharpless 2-199 – Mgławica Dusza
- Sharpless 2-212
- Sharpless 2-220 – Mgławica Kalifornia
- Sharpless 2-222
- Sharpless 2-229 – Mgławica Płonąca Gwiazda
- Sharpless 2-238 – zmienna mgławica NGC 1555
- Sharpless 2-239
- Sharpless 2-240 – Simeis 147
- Sharpless 2-244 – Mgławica Kraba
- Sharpless 2-248 – Mgławica Meduza
- Sharpless 2-274 – Mgławica Meduza
- Sharpless 2-275 – Mgławica Rozeta
- Sharpless 2-276 – Pętla Barnarda
- Sharpless 2-277 – Mgławica Płomień
- Sharpless 2-281 – Wielka Mgławica w Orionie
- Sharpless 2-284
- Sharpless 2-292 – skrzydła Mgławicy Mewa (IC 2177)
- Sharpless 2-296 – głowa Mgławicy Mewa (NGC 2327)
- Sharpless 2-298 – Hełm Thora
- Sharpless 2-308 – Mgławica Delfin